# Xã Wood, Quận Clark, Indiana
Xã Wood (tiếng Anh: Wood Township) là một xã thuộc quận Clark, tiểu bang Indiana, Hoa Kỳ. Năm 2010, dân số của xã này là 2.747 người.